# نقشه دالت
نقشه دالت (به عبری: תוכנית ד') نقشه‌ای بود که توسط هاگانا یکی از گروه‌های شبه نظامی یهودی و نیروهای تشکیل دهنده ارتش اسرائیل در پاییز سال ۱۹۴۷ تا بهار ۱۹۴۸ در فلسطین اجرا شد. هدف از این نقشه هنوز مورد بحث است. به استناد سخنان بنی موریس و یوآو گولر این نقشه یک عملیات احتمالی برای دفاع از دولت نو پای اسراییل از خطر فروپاشی بود اما این نقشه همچنین به فرماندهان منطقه ای اختیار تام داد که به اشغال، اخراج یا نابودی روستاهای عرب پشت خط مقدم یهودیان بپردازند. در حالی که به عقیده گروهی دیگر از مورخان این یک نقشه برای اشغال کامل فلسطین و اخراج فلسطینی‌ها بود.
این طرح مجموعه‌ای از دستورالعمل‌ها برای کنترل فلسطین تحت قیمومیت بریتانیا، اعلام یک کشور یهودی و دفاع از مرزها و مردم آن، از جمله جمعیت یهودی خارج از مرزها، «قبل و پیش‌بینی» تهاجم ارتش‌های عادی عربی بود. نقشه دالت به‌طور خاص شامل به دست آوردن کنترل مناطقی بود که جمعیت یه شو وجود داشت، از جمله مناطق خارج از مرزهای دولت یهودی.
این استراتژی در معرض اختلاف نظر است و برخی از مورخان آن را دفاعی توصیف می‌کنند، در حالی که برخی دیگر ادعا می‌کنند که بخشی جدایی ناپذیر از یک استراتژی برنامه‌ریزی شده برای اخراج ساکنان بومی منطقه است که گاهی اوقات پاکسازی قومی نامیده می‌شود.

## زمینه
در تابستان ۱۹۳۷، طبق تاریخ رسمی هاگانا، فرمانده نیروهای آنها در منطقه تل آویو، الیملک اسلیکوویتز ("اونیر") دستوری از بن گوریون دریافت کرد. بن گوریون، با پیش‌بینی خروج نهایی بریتانیا از کشور از اسلیکوویتز خواست تا طرحی برای فتح نظامی کل فلسطین آماده کند.
در ۲۹ نوامبر ۱۹۴۷، سازمان ملل متحد به تصویب طرح تقسیم فلسطین برای پایان دادن به قیمومیت بریتانیا و توصیه تأسیس یک کشور عربی و یک کشور یهودی رای داد. بلافاصله پس از تصویب طرح تقسیم توسط سازمان ملل، جامعه یهودی ابراز خوشحالی نمود، در حالی که جامعه عرب ابراز نارضایتی کرد. در روز پس از رای‌گیری، موجی از حملات اعراب حداقل هشت یهودی را به قتل رساندند، یک نفر در تل آویو با شلیک تک تیراندازها، و هفت نفر در کمین اتوبوس‌های غیرنظامی که ادعا می‌شد انتقام یورش لحی ده روز قبل بود.
از ژانویه به بعد، با مداخله تعدادی از هنگ‌های ارتش آزادیبخش عرب (متشکل از داوطلبان کشورهای عربی) در داخل فلسطین، که هر یک در بخش‌های مختلف در اطراف شهرهای مختلف فعال بودند، عملیات به‌طور فزاینده ای نظامی شد. آنها حضور خود را در جلیل و سامره تثبیت کردند. عبدالقادر الحسینی با چند صد نفر از ارتش دفاع مقدس از مصر آمد. الحسینی با استخدام چند هزار داوطلب، محاصره ۱۰۰۰۰۰ یهودی ساکن اورشلیم را سازماندهی کرد. برای مقابله با این امر، مقامات یه شو سعی کردند با استفاده از کاروان‌هایی متشکل از ۱۰۰ خودروی زرهی، غذای یهودیان شهر را تأمین کنند، اما با افزایش تعداد تلفات در کاروان‌های امدادی، این عملیات بیش از پیش غیرعملی شد. تا ماه مارس، تاکتیک حسینی، که گاه «جنگ راه‌ها» نامیده می‌شود نتیجه داد. تقریباً تمام خودروهای زرهی هاگانا منهدم شده بود، محاصره در عملیات کامل بود و هاگانا بیش از ۱۰۰ سرباز را از دست داده بود. به گفته بنی موریس، وضعیت برای کسانی که در شهرک‌های یهودی در نگب و شمال الجلیل زندگی می‌کردند به همان اندازه بحرانی بود. به گفته ایلان پاپه، در اوایل ماه مارس، به نظر نمی‌رسید که رهبری امنیتی یه شو وضعیت کلی را نگران کننده بداند، اما در عوض مشغول نهایی کردن یک طرح جامع بود.
این وضعیت باعث شد که ایالات متحده حمایت خود را از طرح تقسیم پس بگیرد و در نتیجه اتحادیه عرب را تشویق کرد که باور کند فلسطینی‌ها با تقویت ارتش آزادیبخش عرب می‌توانند به تجزیه پایان دهند. در همین حال، بریتانیا در ۷ فوریه ۱۹۴۸ تصمیم گرفت از الحاق بخش عربی فلسطین به ماوراء اردن حمایت کند.

## طرح و نقشه

### طراحی
در سال ۱۹۴۷، دیوید بن گوریون هاگانا را دوباره سازماندهی کرد و خدمت سربازی را اجباری کرد. هر مرد و زن یهودی در کشور باید آموزش نظامی می‌دیدند. تجهیزات نظامی از انبارهای جنگ جهانی دوم و چکسلواکی تهیه شد. در مورد نویسندگان دقیق نقشه دالت در میان مورخان اختلاف نظر وجود دارد. به گفته برخی، این نتیجه تجزیه و تحلیل ییگائل یادین بود، در آن زمان رئیس موقت هاگانا، پس از اینکه بن گوریون به او مسئولیت داد تا طرحی را برای آماده‌سازی آن ارائه دهد. مداخله کشورهای عربی را اعلام کرد. به گفته ایلان پاپه، این طرح توسط گروهی متشکل از حدود ۱۲ نفر از شخصیت‌های نظامی و امنیتی و متخصص در امور عرب، تحت هدایت بن گوریون طراحی شده است. در اوایل مارس ۱۹۴۸ این طرح نهایی و به واحدهای هاگانا فرستاده شد. این طرح شامل یک بخش کلی و دستورات عملیاتی برای تیپ‌ها بود که مشخص می‌کرد کدام روستاها باید هدف قرار گیرند. بخش کلی این طرح نیز برای رهبران سیاسی یه شو ارسال شد.

### اجرا
نقشه دالت از ابتدای آوریل به بعد اجرا شد. این آغاز مرحله دوم جنگ بود که در آن، به گفته بنی موریس، هاگانا از حالت دفاعی به تهاجمی منتقل شد. اولین عملیات به نام عملیات نخشون شامل رفع محاصره اورشلیم بود. ۱۵۰۰ مرد از هاگانا برای آزاد کردن مسیر شهر چندین سورتی پرواز انجام دادند. این عملیات موفقیت‌آمیز بود و مواد غذایی به اندازه کافی برای دو ماه به اورشلیم منتقل شد تا بین جمعیت یهودی توزیع شود. موفقیت عملیات با کشته شدن الحسینی در نبرد همراه بود. از ۴ تا ۱۴ آوریل، اولین عملیات گسترده ارتش آزادیبخش عرب با شکست کامل در میشمار هامک، مصادف با از دست دادن متحدان دروزی آنها از طریق فرار، با شکست کامل به پایان رسید.
در ۹ آوریل، گروه‌های شبه‌نظامی ایرگون و لحی با حمایت هاگانا و پالماچ  قتل‌عام دیر یاسین را انجام دادند و حداقل ۱۰۷ روستای عرب از جمله زنان و کودکان را کشتند. ایلان پاپه مورخ اسرائیلی در کتاب خود به نام پاکسازی قومی فلسطین (۲۰۰۶) می‌نویسد: «ماهیت سیستماتیک نقشه دالت با کشتار دیر یاسین روشن می‌شود و آن یک پاکسازی قومی در منطقه است.» به عنوان بخشی از طرح دالت، هاگانا، پالماچ و ایرگون مراکز شهری طبریه، حیفا، صفد، بیت شئان، یافا و عکا را تصرف کردند و بیش از ۲۵۰۰۰۰ عرب فلسطینی را با خشونت بیرون راندند.